# Psyche (Psychoanalytische Zeitschrift)
PSYCHE – Zeitschrift für Psychoanalyse und ihre Anwendungen ist die einzige deutsche Monatsschrift für Psychoanalyse.

## Geschichte
Die Zeitschrift wurde 1947 von Alexander Mitscherlich, dem Stuttgarter Psychoanalytiker Felix Schottlaender und Hans Kunz unter dem Titel Psyche. Ein Jahrbuch für die Tiefenpsychologie und Menschenkunde in Forschung und Praxis gegründet. 1956 wurde sie in Zeitschrift für psychologische und medizinische Menschenkunde umbenannt. 1966 erhielt sie dann den Untertitel für Psychoanalyse und ihre Anwendungen. Aufgrund eines redaktionellen Rechtsstreits mit den Protagonisten Helmut Dahmer und Margarete Mitscherlich erschienen zwei Ausgaben der Zeitschrift, Februar und März 1992, unter dem Namen Psychoanalyse. Klinik und Kulturkritik. Die Zählung der Jahrgänge, Bände und Seitenzahlen wurde dabei durchgängig fortgesetzt.
Laut ihrem Selbstverständnis soll die Zeitschrift den aktuellen Stand der Psychoanalyse, der psychoanalytischen Forschung, Theoriebildung, Methodologie und Behandlungstechnik darstellen und die unterschiedlichen Strömungen der heutigen Psychoanalyse abbilden und diskutieren.
Die Zeitschrift wurde 1947–1950 von Lambert Schneider in Heidelberg verlegt. Ab 1951 verlegte sie der Ernst Klett Verlag, seit 1978 erscheint sie im Klett-Cotta Verlag. Es erscheinen pro Jahr 10 Monatshefte und ein Doppelheft (September/Oktober). Die Auflage beträgt nach Verlagsangaben (2020) 4700 Exemplare.
2006 wurde ein anonymes Peer-Review-Verfahren eingeführt, an dem über 30 externe Gutachter beteiligt sind. Die Ausgaben sind auch digital verfügbar und werden in den übergeordneten Datenbanken für wissenschaftliche Zeitschriften indiziert.
Klett-Cotta beauftragte den Psychosozial-Verlag damit, alle PSYCHE-Hefte aus den Jahren 1947 bis 2009, das sind die Jahrgänge 1–63, im Original oder als Reprint lieferbar zu halten. In den etwa 700 Ausgaben sind in diesem Zeitraum etwa 3000 Artikel erschienen. Sie sind im PSYCHE-Archiv auf der Website des Psychosozial-Verlags recherchierbar und als Einzelartikel oder als Heft bestellbar.

## Herausgeber
- ab 1947: Alexander Mitscherlich, Hans Kunz und Felix Schottlaender
- ab 1955: Alexander Mitscherlich, Wolfgang Hochheimer
- ab 1969: Alexander Mitscherlich
- ab 1983: Margarete Mitscherlich-Nielsen, Helmut Dahmer, Lutz Rosenkötter
- ab 1992: Margarete Mitscherlich-Nielsen
- ab 1997: Werner Bohleber
- ab 2017: Johannes Picht, Susanne Döll-Hentschker, Vera King, Ursula Kreuzer-Haustein, Rolf-Peter Warsitz, Herbert Will
- ab 2018: Johannes Picht, Susanne Döll-Hentschker, Vera King, Stefanie Sedlacek, Rolf-Peter Warsitz, Herbert Will